# Grand Prix de Monaco (cyclisme)
Le Grand Prix de Monaco est une ancienne course cycliste disputée dans la principauté de Monaco. Créé en 1949, il a été disputé annuellement jusqu'en 1983.

## Palmarès
| Année | Vainqueur                 | Deuxième                 | Troisième              |
| ----- | ------------------------- | ------------------------ | ---------------------- |
| 1949  | Émile Rol                 | Amédée Rolland           | Robert Vercellone      |
| 1950  | Antoine Giauna            | Théo Borri               | Jean Dotto             |
| 1950  | Georges Galliano          | Antoine Giauna           | Amédée Rolland         |
| 1951  | Jean Dotto                | Joseph Mirando           | André Remond           |
| 1952  | Jean Dotto                | Pierre Molineris         | José Gil Solé          |
| 1953  | Francis Siguenza          | Charles Gregorini        | André Geneste          |
| 1954  | Francis Anastasi          | Jacques Dupont           | Gilbert Bauvin         |
| 1955  | André Payan               | Armand Di Caro           | Fernand Valentini      |
| 1956  | Jean Anastasi             | Joseph Mirando           | Raymond Elena          |
| 1957  | Gilbert Bauvin            | Louis Bobet              | Seamus Elliott         |
| 1958  | Germain Derijcke          | Raphaël Géminiani        | Jean Bobet             |
| 1959  | Joseph Groussard          | Nino Defilippis          | Alfred Gratton         |
| 1960  | Jean Graczyk              | Carlo Brugnami           | Claude Colette         |
| 1961  | Jo de Roo                 | Angelo Conterno          | Gilbert Salvador       |
| 1962  | Willy Vanden Berghen      | André Cloarec            | Michel Nédélec         |
| 1963  | Jean Graczyk              | François Hamon           | Gilbert Salvador       |
| 1964  | Italo Zilioli             | Joseph Groussard         | Gilbert Bellone        |
| 1965  | Frans Melckenbeeck        | Carmine Preziosi         | Vito Taccone           |
| 1966  | Gianni Motta              | Vittorio Adorni          | Raymond Poulidor       |
| 1967  | Luciano Armani            | Francis Campaner         | Jean-Louis Bodin       |
| 1968  | Roger Swerts              | Fernand Etter            | Cyrille Guimard        |
| 1969  | Jacques Cadiou            | Pierre Matignon          | Guy Gillet             |
| 1970  | Wladimiro Panizza         | Gianfranco Bianchin      | Constantino Conti      |
| 1971  | Frans Verbeeck            | Eddy Merckx              | Enrico Paolini         |
| 1972  | Frans Verbeeck            | Roger Rosiers            | Victor Van Schil       |
| 1973  | Roger De Vlaeminck        | Raymond Delisle          | Derek Harrison         |
| 1974  | Ferdinand Bracke          | Raymond Delisle          | José De Cauwer         |
| 1975  | Francesco Moser           | Wladimiro Panizza        | Gerrie Knetemann       |
| 1976  | Frans Verbeeck            | Jean-Pierre Danguillaume | Raymond Delisle        |
| 1977  | non organisé              | non organisé             | non organisé           |
| 1978  | Jan Raas                  | Joop Zoetemelk           | Klaus-Peter Thaler     |
| 1979  | Jacques Esclassan         | Paul Sherwen             | René Bittinger         |
| 1980  | Claude Vincendeau         | Alain Meslet             | Hubert Arbès           |
| 1981  | Jean-René Bernaudeau      | Stephen Roche            | Bernard Bourreau       |
| 1982  | Pierre-Raymond Villemiane | Serge Beucherie          | Pierre-Henri Menthéour |
| 1983  | Kim Andersen              | Sean Kelly               | Eric Vanderaerden      |

## Note
1. ↑  En 1950, deux Grand Prix ont été organisés, le premier en avril et le second en septembre.